# Oppenheimer-Diamant

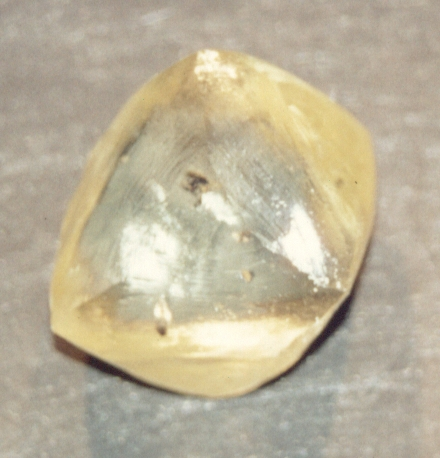
Der Dutoitspan in einer Ausstellung

Der Oppenheimer-Diamant (auch Dutoitspan Diamant) ist ein hellgelber Diamant-Einkristall.
Der bisher ungeschliffene, oktaedrische Diamant hat ein Gewicht von 253,7 Karat (Oktaederhöhe ca. 3,8 cm) und wurde 1964 in der Dutoitspan Mine bei Kimberley in Südafrika gefunden. Sein Käufer Harry Winston benannte den Stein nach Ernest Oppenheimer, dem Gründer von De Beers, und schenkte ihn der Smithsonian Institution, wo er unter der Katalog-Nr. 117538 registriert und ausgestellt ist.